# فاطمه پاپی
فاطمه پاپی (زادهٔ ۲۹ آبان ۱۳۶۹ در اندیمشک) بازیکن فوتسال اهل ایران و عضو تیم ملی فوتسال زنان ایران است.